# Erstatningsteologi
Erstatningsteologi er en teologi der postulerer, at den kristne kirke i dag har indtaget Israels plads og overtaget Israels løfter. Israel er erstattet af den kristne menighed.
Erstatningsteologien er derfor også kritisk overfor staten Israel. Denne teologi hævder, at det ikke giver mening at tale om et særligt udvalgt folk, som er blevet givet et særligt stykke land.
Det nye testamente erstatter stort set det gamle testamentes bestemmelser.
Erstatningsteologien vil hævde, at hele verden er det af Gud udvalgte folk, og hele jorden det hellige land – for det er jo Gud, som har skabt det. Sagt på en anden måde: Den partikulære udvælgelse (særligt folk og særligt land) er bleven universaliseret til at omfatte alt og alle.

## Eksterne kilder og henvisninger
- Er det forkert at spise flæskesteg? Arkiveret 9. maj 2022 hos  Wayback Machine på religion.dk
- Opgør med erstatningsteologien Arkiveret 21. september 2020 hos  Wayback Machine artikel på siden : Dansk jødisk venskab.